# Yvan Chiffoleau
Yvan Chiffoleau est un violoncelliste et pédagogue français né le 18 juillet 1956 à Nantes.

## Biographie
Yvan Chiffoleau naît le 18 juillet 1956 à Nantes. Sous l'influence de son père, violoncelliste, il commence l'apprentissage du violoncelle à l'âge de neuf ans avant de remporter un 1er prix de violoncelle au conservatoire de sa ville natale, en 1970.
Il étudie ensuite au Conservatoire de Paris, où il obtient un 1er prix de violoncelle dans la classe d'André Navarra, en 1973, ainsi qu'un 1er prix de musique de chambre dans la classe de Jean Hubeau l'année suivante,.
Yvan Chiffoleau est lauréat de plusieurs concours internationaux de violoncelle : concours Cassadó en 1975, concours Tchaïkovski en 1974, 2e prix du Concours Bach de Leipzig en 1976, 1er prix du Concours Casals de Budapest en 1980 et 2e prix du Concours Rostropovitch de Paris en 1981,.
Il mène ensuite une carrière internationale de soliste et de chambriste.
En 1987, il est nommé professeur au Conservatoire national supérieur de musique de Lyon.
Comme interprète, il est le créateur d'œuvres de Guillaume Connesson (Medea, 2004), Jean-Louis Florentz (Le Songe de Lluc Alcari pour violoncelle et orchestre, 1994) et Michel Merlet (Une soirée à Nohant), notamment.